# 熊敏
熊敏（1553年—1598年），號思劬，江西瑞州府新昌縣人。明朝政治人物、進士出身。

## 生平
萬曆七年（1579年）己卯科舉人，十七年（1589年）己丑科進士，刑部觀政，初授廣東徐闻县知县，二十二年官至南京刑部主事，二十六年卒。

## 家族
曾祖熊英平。祖父熊珮，生员。父熊贲臣，奉旨乡饮。